# Västtjärnslindan
Västtjärnslindan i Dalarnas län finns beskriven som fäbod sedan 1663. Fäbodbruket med djur återupptogs i slutet av 1990-talet efter att den tidigare djurdriften avslutats 1968.

## Film
- ”Fäbodliv i Västtjärnslindan 1940-1945”. https://vimeo.com/209611550.